# Michel Garicoïts
Svatý Michael Garicoits, SCI (15. dubna 1797, Ibarre – 14. května 1863, Betharram) byl francouzský římskokatolický kněz, zakladatel a člen kongregace Kněžích Nejsvětějšího Srdce Ježíšova. Katolická církev jej uctívá jako světce.

## Život

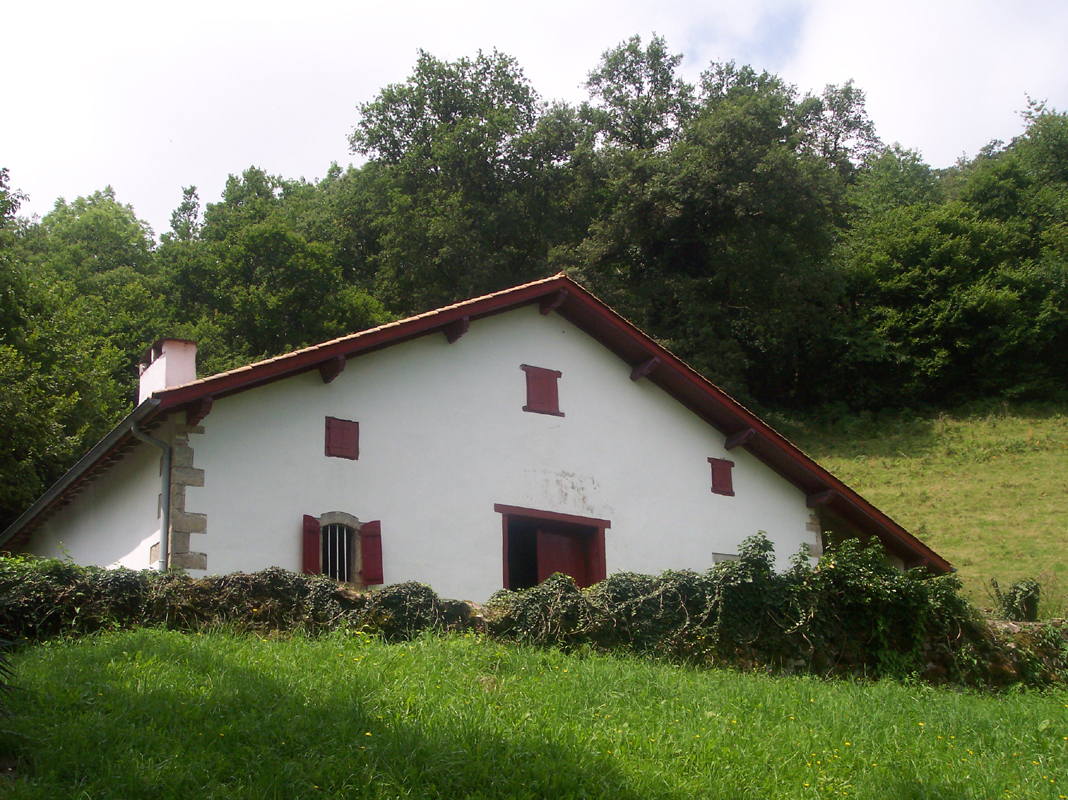
Jeho rodný dům v Ibarre

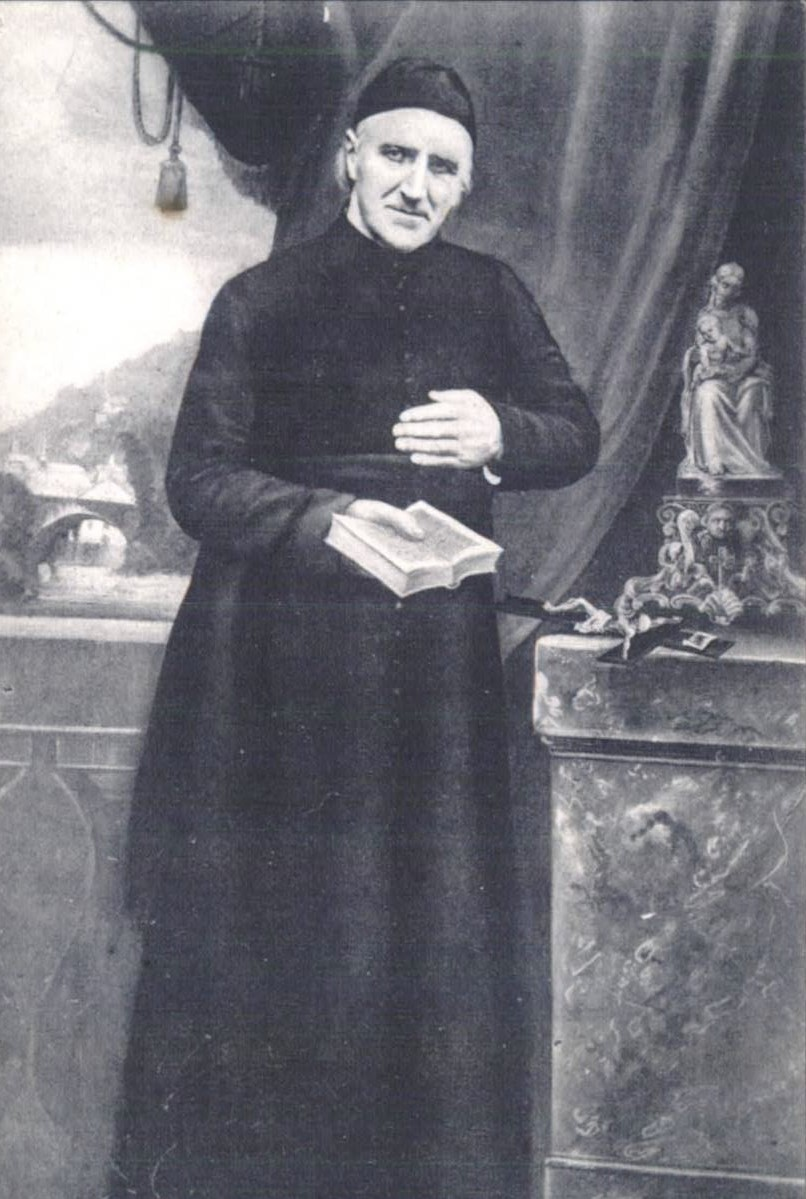
Obraz

### Mládí
Narodil se na baskickém pobřeží na jihu Francie v roce 1797 v rodině chudého domkáře, která při pronásledování církve během francouzské revoluce ukrývala pronásledované kněze.
Michael přijal první svaté přijímání až ve 14 letech, což bylo v tehdejších poměrech poněkud pozdě. Už tehdy se v něm objevilo volání po kněžské službě. Matka mu jeho úmysl rozmlouvala, ne že by mu kněžství nepřála, ale studium nebylo zadarmo a rodina třela doslova bídu s nouzí.
Michaelova babička chlapce chápala a rozhodla se mu pomoci. Vyhledala faráře v Saint-Palaise, který byl rodině z dob pronásledování zavázán, a ten slíbil, že chlapci dopomůže ke kněžství. Michael si na studia vydělával pasením dobytka a posluhou u diecézního biskupa.

### Kněžství
Dne 20. prosince 1823 přijal z rukou arcibiskupa (a budoucího kardinála) Paula-Thérèse-Davida d'Astrose v katedrále Panny Marie v Bayonne kněžské svěcení a o rok později se stal combským vikářem. Jako vikář začal s potíráním jansenistických bludů, které tehdy zmítaly nemalou částí církve. Povzbuzoval k častému svatému přijímání a k úctě k Božskému Srdci Páně.
V roce 1835 založil novou kongregaci řádem jezuitů, kterou nazval Kněží Nejsvětějšího Srdce Ježíšova. Posláním kongregace byla výchova a duchovní péče.

### Závěr života
Kongregaci Michael řídil skoro tři desetiletí. Schválení kongregace se ale za života nedočkal. Kongregace byla schválena papežem až v roce 1877, čtrnáct let po Michaelově smrti.

## Úcta
Jeho beatifikační proces započal dne 15. května 1899, čímž obdržel titul služebník Boží. Dne 10. prosince 1916 jej papež Benedikt XV. podepsáním dekretu o jeho hrdinských ctnostech prohlásil za ctihodného.
Blahořečen byl v bazilice sv. Petra dne 10. května 1923 papežem Piem XI. Svatořečen byl papežem Piem XII. dne 6. července 1947 v bazilice sv. Petra
Jeho památka je připomínána 14. května. Bývá zobrazován v kněžském oděvu. Je patronem jím založené kongregace a vyučujících.